# Llista de rius de la Vall d'Albaida
Llista de rius, rambles i barrancs a la comarca de la Vall d'Albaida, al País Valencià.
| Nom                         | Tipus   | Conca  | Superfície conca | Longitud | Cabal   | Naixement                                      | Naixement                                              | Desembocadura                  | Desembocadura                                          | Foto |
| Nom                         | Tipus   | Conca  | Superfície conca | Longitud | Cabal   | Lloc                                           | Coord.                                                 | Lloc                           | Coord.                                                 |      |
| --------------------------- | ------- | ------ | ---------------- | -------- | ------- | ---------------------------------------------- | ------------------------------------------------------ | ------------------------------ | ------------------------------------------------------ | ---- |
| Albaida                     | riu     | Xúquer |                  | 52,3 km  |         | Port d'Albaida (Atzeneta d'Albaida)            | 38° 48′ 28″ N, 0° 27′ 47″ O / 38.8078502°N,0.4629521°O | riu Xúquer (Castelló)          | 39° 05′ 30″ N, 0° 31′ 56″ O / 39.0917952°N,0.5323392°O |      |
| el Benetzar (o la Sitja)    | barranc | Xúquer |                  |          |         | Agullent                                       | 38° 49′ 59″ N, 0° 33′ 35″ O / 38.8331515°N,0.5595837°O | riu Albaida (Albaida)          | 38° 51′ 05″ N, 0° 31′ 36″ O / 38.8512762°N,0.5266039°O |      |
| Junda                       | barranc | Xúquer |                  |          |         | el Palomar                                     | 38° 51′ 04″ N, 0° 30′ 10″ O / 38.8512139°N,0.5028823°O | riu Albaida (Bufali)           | 38° 52′ 14″ N, 0° 31′ 12″ O / 38.8704957°N,0.5199069°O |      |
| el Rei                      | barranc | Xúquer |                  |          |         | Albaida                                        | 38° 51′ 50″ N, 0° 33′ 54″ O / 38.8638903°N,0.5649825°O | riu Albaida (Montaverner)      | 38° 53′ 00″ N, 0° 30′ 29″ O / 38.883344°N,0.5080363°O  |      |
| Clariano                    | riu     | Xúquer |                  |          |         | Bassa de la Vimenera (Bocairent)               | 38° 44′ 42″ N, 0° 38′ 30″ O / 38.7448955°N,0.6416535°O | riu Albaida (Montaverner)      | 38° 53′ 25″ N, 0° 29′ 53″ O / 38.8902976°N,0.4981115°O |      |
| el Pelegrí i de la Frontera | barranc | Xúquer |                  |          |         | Serra de la Solana (Bocairent)                 | 38° 45′ 31″ N, 0° 40′ 25″ O / 38.7585116°N,0.6734815°O | riu Clariano (Bocairent)       | 38° 45′ 35″ N, 0° 37′ 16″ O / 38.7597683°N,0.6209881°O |      |
| el Canyaret (o l'Alqueria)  | barranc | Xúquer |                  |          |         | Massís de Benifarraig (Bocairent)              | 38° 45′ 16″ N, 0° 35′ 47″ O / 38.7543503°N,0.5964779°O | riu Clariano (Bocairent)       | 38° 46′ 02″ N, 0° 36′ 21″ O / 38.7672161°N,0.6057772°O |      |
| l'Adern (o de Bocairent)    | barranc | Xúquer |                  |          |         | Serra de Mariola (Bocairent)                   | 38° 45′ 20″ N, 0° 34′ 11″ O / 38.7556743°N,0.5697256°O | riu Clariano (Ontinyent)       | 38° 47′ 48″ N, 0° 36′ 27″ O / 38.7966588°N,0.6074064°O |      |
| Gran (o de la Vall Seca)    | barranc | Xúquer |                  |          |         | Serra d'Ontinyent (Ontinyent)                  | 38° 46′ 33″ N, 0° 41′ 44″ O / 38.7758559°N,0.6956499°O | riu Clariano (Ontinyent)       | 38° 49′ 00″ N, 0° 37′ 06″ O / 38.8167965°N,0.6183534°O |      |
| la Puríssima                | barranc | Xúquer |                  |          |         | Serra Grossa (Ontinyent)                       | 38° 50′ 33″ N, 0° 39′ 48″ O / 38.8425084°N,0.6632274°O | riu Clariano (Ontinyent)       | 38° 49′ 36″ N, 0° 36′ 21″ O / 38.8268022°N,0.6058234°O |      |
| la Bessona                  | barranc | Xúquer |                  |          |         | Serra Grossa (Ontinyent)                       | 38° 51′ 08″ N, 0° 38′ 04″ O / 38.8522555°N,0.6344312°O | riu Clariano (Ontinyent)       | 38° 51′ 03″ N, 0° 35′ 26″ O / 38.8509397°N,0.5906873°O |      |
| Missena                     | riu     | Xúquer |                  |          |         | la Pobla del Duc, Castelló de Rugat, Beniatjar | 38° 52′ 43″ N, 0° 25′ 31″ O / 38.8786544°N,0.425246°O  | riu Albaida (emb. de Bellús)   | 38° 54′ 50″ N, 0° 28′ 01″ O / 38.9139211°N,0.4668645°O |      |
| els Pilarets                | barranc | Xúquer |                  |          |         |                                                |                                                        | riu Albaida (emb. de Bellús)   | 38° 55′ 18″ N, 0° 27′ 59″ O / 38.9215843°N,0.466308°O  |      |
| Fondo                       | barranc | Xúquer |                  |          |         | Serra de la Creu (Benigànim)                   | 38° 58′ 12″ N, 0° 26′ 26″ O / 38.9700283°N,0.4404351°O | riu Albaida (Benigànim)        | 38° 56′ 54″ N, 0° 28′ 36″ O / 38.9483874°N,0.4767739°O |      |
| Pinet (o Vernissa)          | riu     | Serpis | 140 km²          | 29 km    |         | Serra del Buixcarró (Quatretonda)              |                                                        | riu Serpis (el Real de Gandia) | 38° 56′ 28″ N, 0° 11′ 32″ O / 38.9411175°N,0.1922821°O |      |
| el Rafal                    | barranc | Serpis |                  |          |         | Serra de Marxuquera (Llutxent)                 | 38° 57′ 57″ N, 0° 17′ 50″ O / 38.9657627°N,0.2972364°O | riu de Pinet (Llutxent)        | 38° 57′ 12″ N, 0° 20′ 27″ O / 38.9534031°N,0.3407674°O |      |
| Vinalopó                    | riu     |        | 2.340 km²        | 81,2 km  | 0,85 m³ | Serra de Mariola (Bocairent)                   | 38° 44′ 04″ N, 0° 34′ 16″ O / 38.734359°N,0.571°O      | Salines de Santa Pola          | 38° 10′ 26″ N, 0° 40′ 39″ O / 38.173921°N,0.677537°O   |      |